# Dioctria nigriventris
Dioctria nigriventris är en tvåvingeart som beskrevs av Gabriel Strobl 1902. Dioctria nigriventris ingår i släktet Dioctria och familjen rovflugor. Inga underarter finns listade i Catalogue of Life.